# Deutsche Beobachtungsstelle für Drogen und Drogensucht
Die Deutsche Beobachtungsstelle für Drogen und Drogensucht (DBDD) ist der nationale Partner der Europäischen Beobachtungsstelle für Drogen und Drogensucht (EBDD) in Lissabon. Die DBDD gehört zum Institut für Therapieforschung und arbeitet mit Experten und Institutionen aus den Bereichen Prävention und Behandlung, Forschung, Politik und Statistik zusammen. Themen sind die Verbreitung und Gebrauchsmuster legaler und illegaler Drogen sowie die Maßnahmen zur Reduzierung deren Nachfrage. Die DBDD erstellt den Nationalen Jahresbericht zur Drogensituation in Deutschland.